# Christian Serratos
Christian Marie Serratos (nacida Christian Marie Bernardi;  Pasadena, California, 21 de septiembre de 1990) es una actriz estadounidense. Es conocida por interpretar a Suzie Crabgrass en la serie de Nickelodeon Manual de supervivencia escolar de Ned, a Angela Weber en la saga de películas Crepúsculo, a Rosita Espinosa  en la serie de AMC The Walking Dead y por protagonizar la serie de Netflix Selena: la serie.

## Biografía

### Infancia y juventud
Serratos nació en Pasadena, Los Ángeles, y se crio en Burbank, también en Los Ángeles. Su madre era una diseñadora de joyas de ascendencia mexicana, mientras que su padre era un trabajador de la construcción de ascendencia italiana. A los 3 años, trabajó como extra en The Drew Carey Show y en la serie televisiva Entrenador. A los 7 años, firmó un contrato con la agencia de modelos Ford Models. Empezó a practicar patinaje sobre hielo cuando tenía 3 años, y continuó compitiendo.
En 2017 nació su primera hija junto a su pareja, el cantante danés-estadounidense David Boyd.

### Carrera
Serratos interpretó a Suzie Crabgrass en la serie de Nickelodeon Manual de supervivencia escolar de Ned, que comenzó en 2004 y finalizó en 2007 tras tres temporadas.
Luego tuvo el papel de Angela Weber en la película Twilight, por el cual ganó el Premio Young Artist a la mejor actriz secundaria. Regresó en las secuelas The Twilight Saga: New Moon, The Twilight Saga: Eclipse, The Twilight Saga: Breaking Dawn - Part 1 y The Twilight Saga: Breaking Dawn - Part 2. En 2011, apareció en un vídeo de la banda The Black Keys.
En febrero de 2014, se unió al reparto recurrente de la serie de AMC The Walking Dead, interpretando a Rosita Espinosa, a partir del episodio "Reclusos" de la cuarta temporada. En marzo de 2014, se anunció que Christian había sido promovida al elenco principal a partir de la quinta temporada de la serie.
También interpretó a la cantante Selena Quintanilla en una serie biográfica original de Netflix, estrenada en diciembre de 2020, apareciendo en todos los episodios como protagonista.

### Apariciones
Fue ubicada en el puesto Nº 65 en la lista "Hot 100" de la revista Maxim en el año 2010. En la edición de marzo de 2015 de la revista Playboy, Serratos fue presentada en la sección "After Hours".

## Filantropía
En noviembre de 2008, Serratos pasó a formar parte de las celebridades que se han desnudado a favor de la no utilización de pieles de animales. "Los animales que son matados por sus pieles son electrocutados, ahogados, golpeados hasta morir e inclusive, les quitan la piel cuando aún están vivos. Por favor, no usen pieles de animales", dijo en un comunicado. Para el escenario de la promoción, se usó un bosque tenebroso, recreando el ambiente de Crepúsculo.

## Filmografía

### Cine
| Año  | Título                                    | Rol                    | Notas                               |
| ---- | ----------------------------------------- | ---------------------- | ----------------------------------- |
| 2006 | Cow Belles                                | Heather Perez          | Película original de Disney Channel |
| 2008 | Crepúsculo                                | Angela Weber           |                                     |
| 2009 | The Twilight Saga: New Moon               | Angela Weber           |                                     |
| 2010 | The Twilight Saga: Eclipse                | Angela Weber           |                                     |
| 2011 | 96 Minutes                                | Lena                   | Protagonista                        |
| 2011 | The Twilight Saga: Breaking Dawn - Part 1 | Angela Weber           |                                     |
| 2012 | The Twilight Saga: Breaking Dawn - Part 2 | Angela Weber           | Cameo                               |
| 2013 | Pop Star                                  | Roxanna "Roxie" Santos | Protagonista                        |
| 2014 | Flight 7500                               | Raquel Mendoza         |                                     |

### Televisión
| Año       | Título                                 | Rol                | Notas |
| --------- | -------------------------------------- | ------------------ | --- |
| 2004-2007 | Manual de supervivencia escolar de Ned | Suzie Crabgrass    | Papel recurrente 44 episodios |
| 2005      | Zoey 101                               | Chica #1           | Episodio: "School Dance" |
| 2006      | 7th Heaven                             | Recepcionista      | Episodio: "Broken Hearts and Promises"                                                                                              |
| 2007      | Hannah Montana                         | Alexa              | Episodio: "The Idol Side of Me" (temporada 1)                                                                                       |
| 2011      | American Horror Story: Murder House    | Becca              | Episodio: "Pilot" |
| 2011-2012 | Vida secreta de una adolescente        | Raven              | Rol recurrente 9 episodios (temporada 4-5)                                                                                          |
| 2014-2022 | The Walking Dead                       | Rosita Espinosa    | Rol recurrente, 4 episodios (temporada 4) Coprotagonista, 26 episodios (temporada 5-6) Rol principal, 64 episodios (temporada 7-11) |
| 2020-2021 | Selena: la serie                       | Selena Quintanilla | Protagonista 18 episodios |
| 2022      | Love, Death & Robots                   | Kate Harper        | Episodio: "In Vaulted Halls Entombed"                                                                                               |
| 2023      | More                                   | Londyn Lorenz      | Protagonista |

## Premios y nominaciones
| Año  | Premiación           | Categoría                                          | Resultado |
| ---- | -------------------- | -------------------------------------------------- | --------- |
| 2009 | Premios Young Artist | Mejor actuación en una película: Actriz secundaria | Ganadora  |